# Tzununil
Tzununil es una localidad del estado mexicano de Chiapas. Es parte del municipio de Chalchihuitán.

## Demografía
| Gráfica de evolución demográfica |
|                                  |

| Censo | Población |
| ----- | --------- |
| 1970  | 51        |
| 1980  | 469       |
| 1990  | 558       |
| 2000  | 586       |
| 2010  | 848       |
| 2020  | 1 072     |